# Картина обігрівач
Картина обігрівач  (плівковий обігрівач) - обігрівач у вигляді настінної картини що обігріває приміщення за допомогою інфрачервоного випромінювання. Як правило такі обігрівачі мають карбоновий випромінювальний елемент. Картини обігрівачі виготовляються з широким вибором малюнків і візерунків.
Принцип роботи картини-обігрівача аналогічний обігріву предметів сонячним промінням. Як і решта інфрачервоних обігрівачів, картина зігріває не навколишнє повітря, а предмети та поверхні інтер'єру, які знаходяться навколо неї. Зігрів відбувається в радіусі здійснення випромінювання. І вже від цих предметів тепло передається у повітря. Відчуття від обігріву таке, немовби ви сидите під теплим сонцем .
Картина обігрівач з карбоновим випромінювачем має високий рівень енергозбереження, наприклад прилад потужністю 300 ват може обігріти 15 кв. м. площі приміщення. Тобто обігрівач споживає в 2-3 рази менше електроенергії ніж майже всі інші види електро обігрівачів, такий рівень економії дозволяє в 2-3 рази зменшити витрати на опалення. 
Зазвичай інфрачервоні картини обігрівачі складаються з 5 шарів: основа; відбивач; безпосередньо інфрачервоні нитки; екран; полотно із зображенням
.
Перевагами обігрівача є:
- високий рівень економії електроенергії.
- легкість в монтуванні. Його можна розмістити майже будь-де, просто забивши цвях. Такий обігрівач можна розмістити навіть в автомобілі.
- естетичний зовнішній вигляд. Такий обігрівач прикрасить будь-який інтер'єр.
- легкість у виготовлені і відповідно низька ціна.